# VCY America
Voice of Christian Youth America, a.k.a. VCY America, ist ein traditionalistische, evangelikale Missionsgesellschaft in Milwaukee, Wisconsin. Das VCY America Radio Network produziert ein Radioformat aus evangelikalem Talk- und Bibelunterweisungsprogrammen mit traditioneller christlicher Musik. 
Das Netzwerk betreibt Sender in Illinois, Iowa, Kansas, Michigan, Minnesota, Missouri, Ohio, South Dakota und Wisconsin. Insgesamt gehören dem Netzwerk 21 Stationen und 11 Umsetzer mit geringerer Leistung an. Zusätzlich bietet VCY America Programme zur Übernahme via Satellit an. Hierzu wird der Satellit AMC-3, mit dem DVB Digital Feed, VC2 genutzt.

## Programm und Positionen
YCP lässt in seinem Programm Protagonisten mit stark konservative Positionen zu Wort kommen, welche teilweise auch von der Alt-Right vertreten werden. Der VCY Amerika verbreitete im Vorfeld des Präsidentschaftswahlkampfes 2016 diverse Verschwörungstheorien, u. a. dass Barack Obamas Geburtsurkunde eine Fälschung sei und muslimische Extremisten die US-Bundesregierung infiltriert hätten. Zudem hätten die Vereinten Nationen die Agenda 21 geschaffen, um die menschliche Gesellschaft durch Bevölkerungskontrolle und gesteuerte Energienutzung umzuformen.
In einem Radio-Interview mit VCY warb Senator James Inhofe für sein Buch Der größte Schwindel. Darin argumentiert er, „Klimawandel-Verschwörung“ würde die Zukunft der Menschheit bedrohen und nur Gott könne das Klima verändern. Die Idee, Menschen könnten durch ihre Umweltverschmutzung die Zyklen der Jahreszeiten beeinflussen, sei „Arroganz“.